# Мануил Раул
Мануил Раул или Рали (на гръцки: Μανουήλ Ῥαούλ или Ῥάλης) е византийски сановник от средата на XIV век, известен благодарение на оцелялата част от кореспонденцията му с височайши личности от неговото време.
Член на неизвестен клон на аристократичното семейство Раули/Ралини, Мануил вероятно е роден в Мистра, но израства и се обучава в Солун. След това служи като секретар (граматик) в Деспотство Морея при деспот Мануил Кантакузин, докато влошеното му зрение не го принуждава да подаде оставка ок. 1362 г. Имал син на име Никифор.
Оцелели са дванадесет негови писма, три от които са адресирани до император Йоан VI Кантакузин, а останалите – до други длъжностни лица, литератори и един игумен на манстир. Според Оксфордския речник на Византия „повечето от писмата са доста конвенционални по тематика, но предоставят някои просопографски данни и интересни подробности от ежедневието в Пелопонес през XIV век, включително чумата от 1361– 62 година, залавянето на приятел от бандити и падане от кон, което го направило куц и му попречило да отдаде почитта си на императора“.

## Цитирана литература
- ((en)) Kazhdan, Alexander (ed) (1991). The Oxford Dictionary of Byzantium. Oxford and New York: Oxford University Press, ISBN 0-19-504652-8, COBISS.BG-ID: 1107246820, https://archive.org/details/odb_20210521/mode/2up
- ((de)) Trapp, Erich; Beyer, Hans-Veit; Walther, Rainer et al. (2001) [1976–1996]. Prosopographisches Lexikon der Palaiologenzeit, CD-ROM. Wien: Verlag der Österreichischen Akademie der Wissenschaften, ISBN 3-7001-3003-1, https://archive.org/details/ErichTrappProsopographischesLexikonDerPALAIOLOGENZEIT/mode/2up

|  | Тази страница частично или изцяло представлява превод на страницата Manuel Raoul в Уикипедия на английски. Оригиналният текст, както и този превод, са защитени от Лиценза „Криейтив Комънс – Признание – Споделяне на споделеното“, а за съдържание, създадено преди юни 2009 година – от Лиценза за свободна документация на ГНУ. Прегледайте историята на редакциите на оригиналната страница, както и на преводната страница, за да видите списъка на съавторите. ВАЖНО: Този шаблон се отнася единствено до авторските права върху съдържанието на статията. Добавянето му не отменя изискването да се посочват конкретни източници на твърденията, които да бъдат благонадеждни. |